# 全日本柔術連盟
一般社団法人全日本柔術連盟（ぜんにほんじゅうじゅつれんめい、英文名称：JIU-JITSU FDERATION of JAPAN、略称：JJFJ）は、2008年2月にヒクソン・グレイシーが設立した日本のブラジリアン柔術の国内競技連盟である。

## 歴史
2008年2月、ヒクソン・グレイシーが設立し、会長に就任した。ブラジリアン柔術の国内競技連盟である日本ブラジリアン柔術連盟の設立者でもある渡辺孝真が理事長に、エリオ・グレイシーが相談役に就任した。特色の一つとして、年会費無料を打ち出している。
渡辺は設立に当たってのインタビューで、現在の日本ブラジリアン柔術連盟（BJJFJ）の問題点として、「連盟帯制度」を挙げ、この制度が師範から弟子へ代々受け継がれていくべき帯認定の系譜を断ち切り、道場経営に対してマイナスに作用するものである、と批判している。一方で既存の連盟に対抗するものではなく、競技者にとって大会が増えることはプラスであり、両方への出場も認めると発言している。これに関して当時のBJJFJ会長であった中井祐樹は連盟帯制度に誤解があるのではと語っているが、柔術競技の発展を阻害するものではなく、特に感想は無いとコメントした。
5月5日に、浜松アリーナで連盟初の大会「ヒクソン・グレイシー杯国際柔術大会」を開催。さらに7月23日に「全日本柔術大会」を埼玉県の大宮武道館で、10月21日に「ジャパン・オープン柔術大会2008」と年内に2回日本選手権を連続して開催した。11月18日には、柔術の団体の代表を集めた「JJFJ加盟アカデミー代表者総会」の開催を告示し、12月6日に新宿コズミックスポーツセンターの大会議室で開催する予定。
2008年10月21日に、2009年3月1日に、大宮武道館で「2009年 世界プロ柔術選手権大会・アジア予選大会」を開催することを発表。これは、2009年4月26日-29日に行われる、国際プロ柔術連盟が主催する「2009年度世界プロ柔術選手権大会」のアジア予選大会の開催を委任されたからである。理事長の渡辺は、事前に会長のヒクソンと相談し、ヒクソンは既存のアマチュアの柔術選手権とは様々な点（階級分け、帯のカテゴリーなど）で異なり、既存の団体と競合することはないことを理由に委任を認めた。
2010年代に入って「寝技」、"Newaza"の名称でブラジリアン柔術を種目に加えたワールドゲームズ正式競技柔術の国際柔術連盟(JJIF)に全日本柔術競技連盟に替わって日本の国内競技連盟として加盟する。
2015年6月、日本ワールドゲームズ協会(JWGA)に全日本柔術競技連盟に替わって柔術の日本の国内競技連盟として加盟。
2017年7月、ワールドゲームズ2017ブロツワフ大会柔術男子62kg級寝技、無差別級寝技に初めて選手を派遣。倉岡ジョンカルロス博。62kg級で銅メダルを獲得。